# Чалидзе, Валерий Николаевич
Валерий Николаевич Чалидзе (груз. ვალერი ნიკოლოზის ძე ჭალიძე; 25 ноября 1938, Москва — 3 января 2018, Бенсон, Вермонт) — активный советский правозащитник, диссидент, физик, публицист, позднее — американский издатель и редактор, историк, автор многочисленных публикаций.

## Биография
Валерий Николаевич Чалидзе родился в Москве 25 ноября 1938 года. Учился в Московском и Тбилисском университетах. Окончил Тбилисский университет по специальности «физика». Кандидат наук.
В середине 1960-х годов стал активным участником движения за права человека. Работал начальником отдела НИИ в Тбилиси. С 1969 по 1972 год был издателем и редактором самиздатовского журнала «Общественные проблемы».
В 1970 году вместе с Андреем Дмитриевичем Сахаровым и Андреем Николаевичем Твердохлебовым основал Комитет прав человека в СССР.
В 1972 году выехал по приглашению в США для чтения лекций. Во время пребывания там был лишён советского гражданства, остался в эмиграции. Жил в США, в штате Вермонт.
В 1989 году, после многолетнего запрета на публикации в СССР, статья Чалидзе появилась в партийном журнале «Коммунист», а в 1990 году ему было возвращено советское гражданство.

## Семья
- Жена — Вера Ильинична Чалидзе (урождённая Слоним, род. 1948), дочь скульптора Ильи Слонима и переводчицы Татьяны Литвиновой, сестра журналистки Маши Слоним, внучка наркома иностранных дел СССР Максима Литвинова.

## Научная деятельность
Является автором многочисленных публикаций и, в частности, нескольких монографий по математике и математической физике.

## Гражданская деятельность
13 мая 1970 года к Генеральному прокурору СССР Руденко с «Жалобой в порядке надзора» на определение Ташкентского горсуда и Верховного суда УзССР по делу Петра Григоренко обратились M. A. Леонтович, А. Д. Сахаров, В. Ф. Турчин и В. Н. Чалидзе, однако не имеется сведений о том, что прокурор как-то отреагировал на это письмо.
С целью изучения проблем прав человека в СССР, в ноябре 1970 года по инициативе Чалидзе был образован Комитет прав человека в СССР. В него вошли А. Д. Сахаров и А. И. Твердохлебов, а потом И. Р. Шафаревич; экспертами Комитета стали А. С. Есенин-Вольпин и Б. М. Цукерман. За деятельностью этого комитета следил КГБ.
Похоронен в Фэр-Хейвене в штате Вермонт, США.

## Издательская деятельность
- Был соредактором журнала «Russia».
- Возглавлял журнал и издательство «Хроника-Пресс» (Нью-Йорк)[13]
- Основал собственное издательство «Chalidze Publications» (Нью-Йорк)[4], в котором начал публикацию на русском языке документов и материалов из архива Л. Д. Троцкого, хранящегося с 1940 г. в библиотеке Гарвардского университета (США) и включающего в себя материалы по истории Советской России и о деятелях революции.
- Редактировал журнал «СССР — внутренние противоречия»[4].

В 1989 году вышли четыре тома документов «Коммунистическая оппозиция в СССР, 1923—1927 гг.» (о борьбе «троцкистов» со «сталинцами»)
в 1984 году вышли ранее не публиковавшиеся мемуарные работы Троцкого «Портреты»
в 1986 году — «Дневники и письма»
в 1988 году — «Портреты революционеров» и др.
Почти во всех этих публикациях в качестве составителя участвовал другой русско-американский историк — Ю. Г. Фельштинский.
В. Н. Чалидзе также опубликовал воспоминания Н. С. Хрущёва и другие книги.

## Произведения
- В. Чалидзе. Права человека и Советский Союз. — Нью-Йорк: изд. Хроника-Пресс, 1974. — 304 с. // англ. пер. V. Chalidze. To defend these rights: Human rights and the Soviet Union. — N-Y, Random House, 1974. ISBN 0-394-48725-7
- Литературные дела КГБ: Дела Суперфина, Эткинда, Хейфеца, Марамзина. (ред. В. Чалидзе) Нью-Йорк: Хроника-Пресс, 1976
- В. Чалидзе. Уголовная Россия. — Нью-Йорк, Хроника-Пресс, 1977. // англ. пер. V. Chalidze. Criminal Russia: Essays on crime in the Soviet Union. — Random House, 1977. ISBN 0-394-40598-6
- В. Чалидзе. СССР — рабочее движение?. — Нью-Йорк: Хроника-Пресс, 1978
- Победитель коммунизма: Мысли о Сталине, социализме и России. Нью-Йорк, 1981.
- В. Чалидзе. Ответственность поколения. Нью-Йорк: Chalidze Publications, 1981.
- Будущее России : Иерархический анализ — Нью-Йорк: Chalidze Publications, 1983. — 216 с.
- В. Чалидзе. О речевом коде мозга. — Benson, VT : Chalidze’s Research Diary, 1985
- В. Чалидзе. Иерархический человек : социобиологические заметки. — Benson, VT : Chalidze Publications, 1989. — 220 с.
- V. Chalidze. Entropy Demystified: Potential Order, Life and Money . Universal Publishers, 2000
- V. Chalidze. Mass and Electric Charge in the Vortex Theory of Matter . Universal Publishers, 2001

## Цитаты
В книге «Победитель коммунизма: Мысли о Сталине» Чалидзе, в частности, пишет:
Сталин одержал победу над социалистической революцией, уничтожил коммунистическую партию и реставрировал в России Империю в гораздо более деспотической форме, чем это было до 1917 г. При этом он пользовался марксистской идеологией, скрывая истинные цели. Он обманул нас и весь мир.